# Messancy (vattendrag)
Messancy är ett vattendrag i Belgien.   Det ligger i provinsen Luxemburg och regionen Vallonien, i den sydöstra delen av landet, 180 km sydost om huvudstaden Bryssel.
Omgivningarna runt Messancy är en mosaik av jordbruksmark och naturlig växtlighet. Runt Messancy är det tätbefolkat, med 735 invånare per kvadratkilometer.